# Sestiere
Sestiere (množina: sestieri) je način administrativne podjele pojedinih talijanskih gradova i teritorija. 
Riječ dolazi od talijanske riječi sesto = šest, dakle grad se dijelio na šest upravnih jedinica. Najpoznatiji primjer takve podjela je Venecija, iako ona nije bila jedina, i gradovi Ascoli Piceno, Genova i Rapallo, su bili podjeljeni na sestiere. I grčki otok Eubeja (Negroponte), bio je podjeljen na sestiere kad je njime upravljala Mletačke Republike, u 13. i 15. stoljeću, i otok Kreta, također kolonija Mletačke Republike ("Kraljevina Kandija") od Četvrtog križarskog rata, bila je podjeljena na sestiere po uzoru na Veneciju, iako je glavni grad Candia imao status venecijanske općine (commune).
Ostali talijanski gradovi bili su češće dijeljeni na kvartove (četvrti - četvrtine, "quarter" = četvrtina) ili  terziere (trećine); u pojedinim gradovima upotrebljavao se neodređeni brojčani termin rione (od krivo izgovorene latinske riječi regio=regija, područje). Sestieri, quartieri, terzieri, rioni i slične administrativne podjele, danas više službeno ne postoje iako žive u tradiciji tih gradova, osobito u historijskim spektaklima.